# John Christian Gustav Baumann
John Christian Gustav Baumann (* 27. April 1863 in Kopenhagen; † 5. August 1938) war ein dänischer Kaufmann und kommissarischer Inspektor in Grönland.

## Leben
John Christian Gustav Baumann war der Sohn des in „Treptow in Pommern“ geborenen Bäckermeisters Johan Christian Wilhelm Baumann und seiner dänischen Frau Erasmine Jensen. Er schloss 1879 die Schule mit dem Präliminärexamen ab. Anschließend begann er als Büroassistent und Buchhalter in einer Reederei in Kopenhagen zu arbeiten. Von November 1885 bis Februar 1887 leistete er Wehrpflicht in der Intendantur.
Anschließend wurde er am 1. März 1887 in der Buchhaltung von Den Kongelige Grønlandske Handel angestellt. Nur wenige Wochen später wurde er nach Grönland geschickt und als Volontär in Paamiut angestellt, aber noch im selben Jahr nach Nuuk versetzt. Dort wurde er von 1889 bis 1890 kommissarisch als Kolonialverwalter eingesetzt. Am 24. April 1892 heiratete er in Nuuk Sofia Binzer (1863–?), Tochter des Marinekapitäns August Binzer und seiner Frau Henriette Amalie Dohlmann. Sie war die Schwester des 1894 im Grönlandhandel angestellten Otto Rudolph Binzer (1871–?) und die Cousine des seit 1885 in Grönland wirkenden Distriktarztes Carl Ludvig Binzer (1855–?). 1892 wurde er zum Handelsassistenten befördert, aber zugleich auch wieder kommissarischer Kolonialverwalter. Von 1893 bis 1894 vertrat er Edgar Christian Fencker als Inspektor von Südgrönland. 1894 wechselte er nach Maniitsoq. 1897 erhielt er ein Jahr Heimaturlaub und wurde nach seiner Rückkehr kommissarischer Bergbaukontrolleur in Ivittuut. 1899 wurde er kommissarischer Kolonialverwalter in Paamiut. 1902 wurde er fest als Kolonialverwalter angestellt. Nach einem Jahr Urlaub wurde er 1905 wieder Kolonialverwalter in Nuuk. Von 1907 bis 1910 war er in Sisimiut tätig und danach ein Jahr in Qaqortoq. Von 1911 bis 1912 war er ein Jahr beurlaubt, da er zum „Handelsinspektor“ ernannt werden sollte, aber das Amt wurde doch nicht eingeführt. Von 1912 bis 1916 war er wieder Kolonialverwalter in Maniitsoq. Während seiner Zeit in Grönland führte er das Bäckereiwesen ein. 1916 ließ er sich beurlauben, kehrte aber nicht mehr zurück und wurde 1917 aus dem Dienst verabschiedet.
Anschließend arbeitete er im Revisionswesen und dann als Bürochef für De danske Tobakfabrikkers Fælleskontor („Gemeinschaftsbüro der dänischen Tabakfabriken“). Er war bis 1934 im Vorstand von Det Grønlandske Selskab aktiv und gab die Vinternyhederne heraus. Er starb 1938 im Alter von 75 Jahren.